# Ozola niphoplaca
Ozola niphoplaca är en fjärilsart som beskrevs av Edward Meyrick 1886. Ozola niphoplaca ingår i släktet Ozola och familjen mätare. Inga underarter finns listade i Catalogue of Life.